# 矮野青茅
矮野青茅（学名：Deyeuxia tibetica var. przevaiskyi）为禾本科野青茅属下的一个变种。

## 扩展阅读
- 維基物種上的相關：矮野青茅